# Michael Horvath (Fußballspieler)
Michael Horvath (* 5. Februar 1982 in Oberwart) ist ein ehemaliger österreichischer Fußballspieler und nunmehriger -trainer.

## Karriere

### Als Spieler
Horvath begann seine Karriere im Bundesnachwuchszentrum Burgenland. Im weiteren Verlauf seiner Jugendkarriere kam er nach Deutschland zum TSV 1860 München, von wo er in die erste Mannschaft des SC Eisenstadt wechselte. Nach einem relativ erfolgreichen Jahr in der Hauptstadt des Burgenlandes wechselte er zum SV Pasching. In seinem ersten Jahr spielte er gleich in der Bundesliga, nach dem Aufstieg der Paschinger. Nach drei Jahren in Oberösterreich spielte er ein Frühjahr lang beim SC Untersiebenbrunn, ehe er für ein weiteres Jahr nach Pasching zurückkehrte. 2005 wechselte er zum Bundesligisten VfB Admira Wacker Mödling, mit dem er abstieg. 2007 spielte er ein halbes Jahr beim GAK, danach kehrte er zur Admira zurück und wechselte dann zum ASK Schwadorf, ehe er nach der Fusion zwischen Schwadorf und Admira zum zweitgenannten Klub zurückkehrte.
Im Juli 2011 musste er seine Profikarriere aufgrund eines Knorpelschadens im Alter von 29 Jahren vorzeitig beenden.

### Als Trainer
Nach dem Ende der seiner Karriere als Aktiver wurde er zur Saison 2013/14 zunächst Individual-, später Co-Trainer des FC Admira Wacker Mödling. Im Februar 2020 wurde er interimistisch Cheftrainer, nachdem sich die Admira von Klaus Schmidt getrennt hatte, stand jedoch in keinem Spiel an der Seitenlinie als Trainer.

## Erfolge
- 1× Meister Erste Liga: 2011